# 阿库埃姆
阿库埃姆（Aquem），是印度果阿邦South Goa县的一个城镇。总人口4985（2001年）。

## 人口
该地2001年总人口4985人，其中男性2524人，女性2461人；0—6岁人口639人，其中男328人，女311人；识字率70.03%，其中男性为76.27%，女性为63.63%。